# Darius Khondji
Darius Khondji, född 1955, är en fransk-iransk filmfotograf. Han har jobbat med flera av de främsta nu levande filmregissörerna.

## Filmografi (i urval)
- 1991 – Delikatessen
- 1995 – Seven
- 1995 – De förlorade barnens stad
- 1996 – Stulen skönhet
- 1997 – Evita
- 1999 – The Ninth Gate
- 2005 – Tolken
- 2011 – Midnatt i Paris
- 2012 – Amour
- 2016 – The Lost City of Z
- 2017 – Okja
- 2019 – Too Old to Die Young (TV-serie)
- 2025 – Mickey 17